# Hemingway Pianos
Hemingway Pianos ist ein Hersteller von Digitalpianos mit Sitz in Burgebrach im oberfränkischen Landkreis Bamberg. Produktdesign und -entwicklung erfolgt in Deutschland. Mit der Produktion der Instrumente ist eine Partnerfabrik in China betraut. Hemingway Pianos werden seit 2003 vor allem im deutschsprachigen Raum und seit 2005 in angrenzenden europäischen Nachbarländern vertrieben.

## Produkte
Das Produktsortiment umfasst drei Digitalpiano-Serien für Einsteiger und Fortgeschrittene. Die Hemingway Pianos verfügen über eine gewichtete Klaviatur mit Anschlagsdynamik, 64-stimmige Polyphonie, 8 Klangfarben und 2-spurigen Sequenzer (Musik). Unterschiedliche Qualitätsabstufungen beim Sampling (Musik) der Tonquellen und verschiedene Gehäusevariationen grenzen die Serien 200, 500 und 700 voneinander ab.

## Produkthistorie
- 2003 – Beginn der Produktion mit dem Digitalpiano DP500
- 2005 – Technische Weiterentwicklung des DP500 mit Upgrade auf das Modell DP501
- 2006 – Erweiterung des Sortiments um das Stage Piano DP201
- 2006 – Erweiterung des Sortiments um das Topmodell DP701